# Cá sơn biển đuôi sọc
Cá sơn biển đuôi sọc (danh pháp: Ambassis urotaenia) là một loài cá biển thuộc chi Ambassis trong họ Cá sơn biển. Loài này được mô tả lần đầu tiên vào năm 1852.

## Từ nguyên
Từ định danh urotaenia được ghép bởi hai âm tiết trong tiếng Hy Lạp cổ đại: ourá (οὐρά; "đuôi") và tainía (ταινία; "dải sọc"), hàm ý đề cập đến dải sọc vàng trên mỗi thùy đuôi của loài cá này, giúp phân biệt chúng với Ambassis ambassis.

## Phân bố và môi trường sống
Từ các đảo quốc phía tây Ấn Độ Dương, cá sơn biển đuôi sọc có phân bố trải dài về phía đông đến quần đảo Caroline và Fiji, phía bắc đến miền nam Nhật Bản và phía nam đến đảo New Guinea. Những ghi nhận của loài này ở Biển Đỏ, Đông Phi, một số đảo quốc trong vùng Micronesia cần được xác minh thêm, do cá sơn biển đuôi sọc thường bị nhầm lẫn với các loài Ambassis khác.
Cá sơn biển đuôi sọc sống ở vùng biển gần bờ và vùng nước lợ nơi cửa sông, rạch triều, rừng ngập mặn, đôi khi có thể tiến vào các dòng nước ngọt.

## Mô tả
Chiều dài lớn nhất được ghi nhận ở cá sơn biển đuôi sọc là 15 cm. Đầu và thân trong mờ, màu xám bạc. Đường bên có dải ánh bạc. Vảy ở thân trên cùng có các chấm đen nhỏ. Màng vây lưng có vệt đen giữa gai thứ 2 và 3. Mỗi thùy đuôi có một dải sọc vàng và màng vây có màu xám.
Số gai vây lưng: 7–8; Số tia vây lưng: 9–10; Số gai vây hậu môn: 3; Số tia vây hậu môn: 9–10; Số tia vây ngực: 13–16.

## Sinh thái
Cá sơn biển đuôi sọc có thể hợp thành đàn lớn.